# 奧澤爾希納
50°34′51″N 29°46′20″E / 50.58083°N 29.77222°E
奧澤爾希納（烏克蘭語：Озерщина）是位於烏克蘭北部的村莊，由基辅州布恰区的博罗江卡市镇負責管轄。該村距離利皮夫卡8公里，面積1.7平方公里，海拔高度158米，2001年人口249。